# Souk Sidi Mahrez

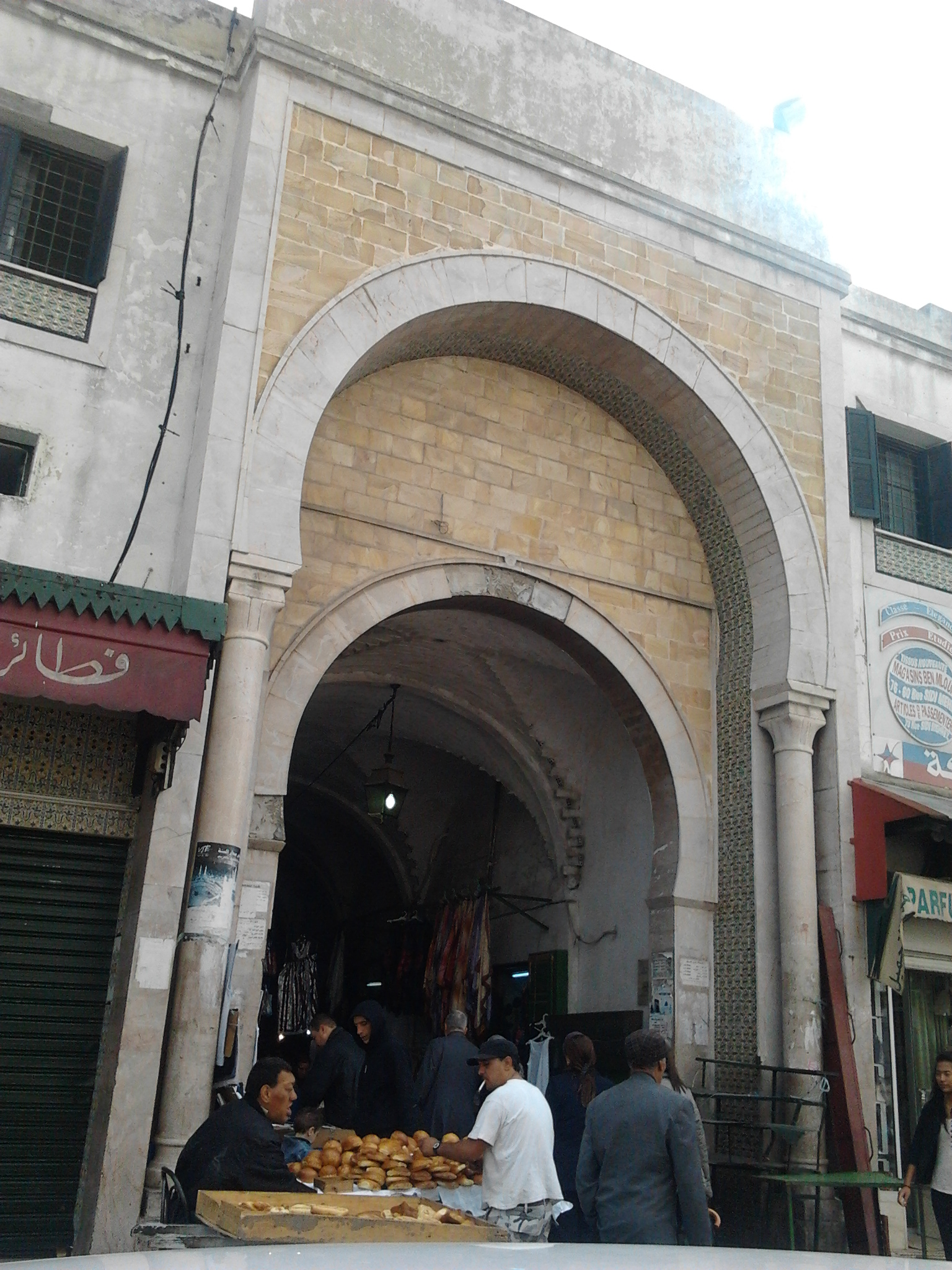
Entrée du souk Sidi Mahrez.

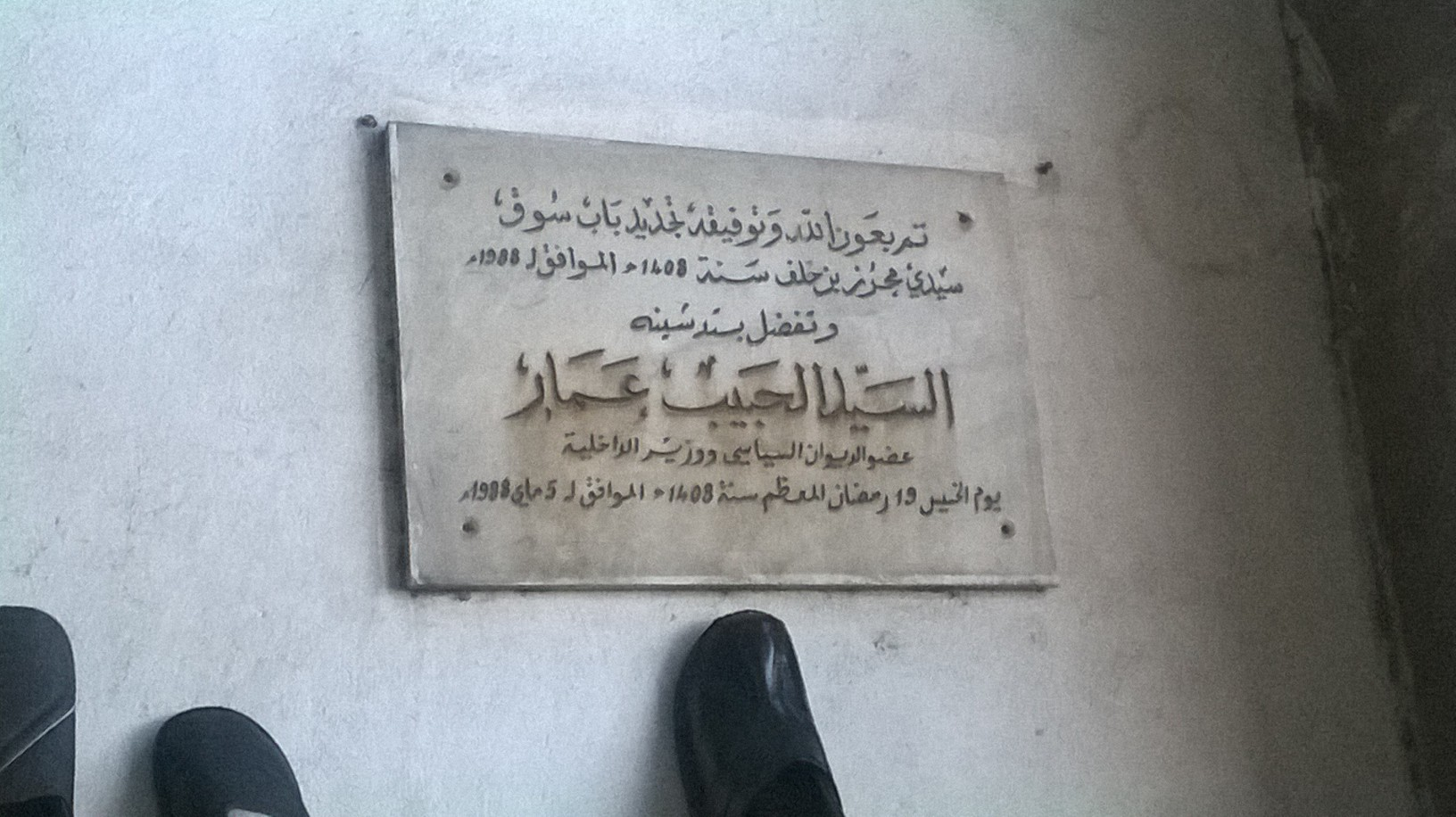
Plaque commémorative de la porte du souk Sidi Mahrez.

Le souk Sidi Mahrez (arabe : سوق سيدي محرز) est l'un des souks de la médina de Tunis, spécialisé dans la vente de tissus.

## Étymologie
Ce souk tire son nom du saint Sidi Mahrez ; son vrai nom est Cadhi Abou Mohamed Mahrez Ibn Khalaf mais il porte aussi le surnom de Soltane El Médina.

## Localisation
Il est situé au sud de Bab Souika et au nord de la médina, sur la rue Sidi Mahrez, en continuité du souk El Grana.

## Monuments
On y trouve une zaouïa et une mosquée portant toutes deux le nom du saint. Près de sa porte se trouve également la mosquée Sidi El Ghali.

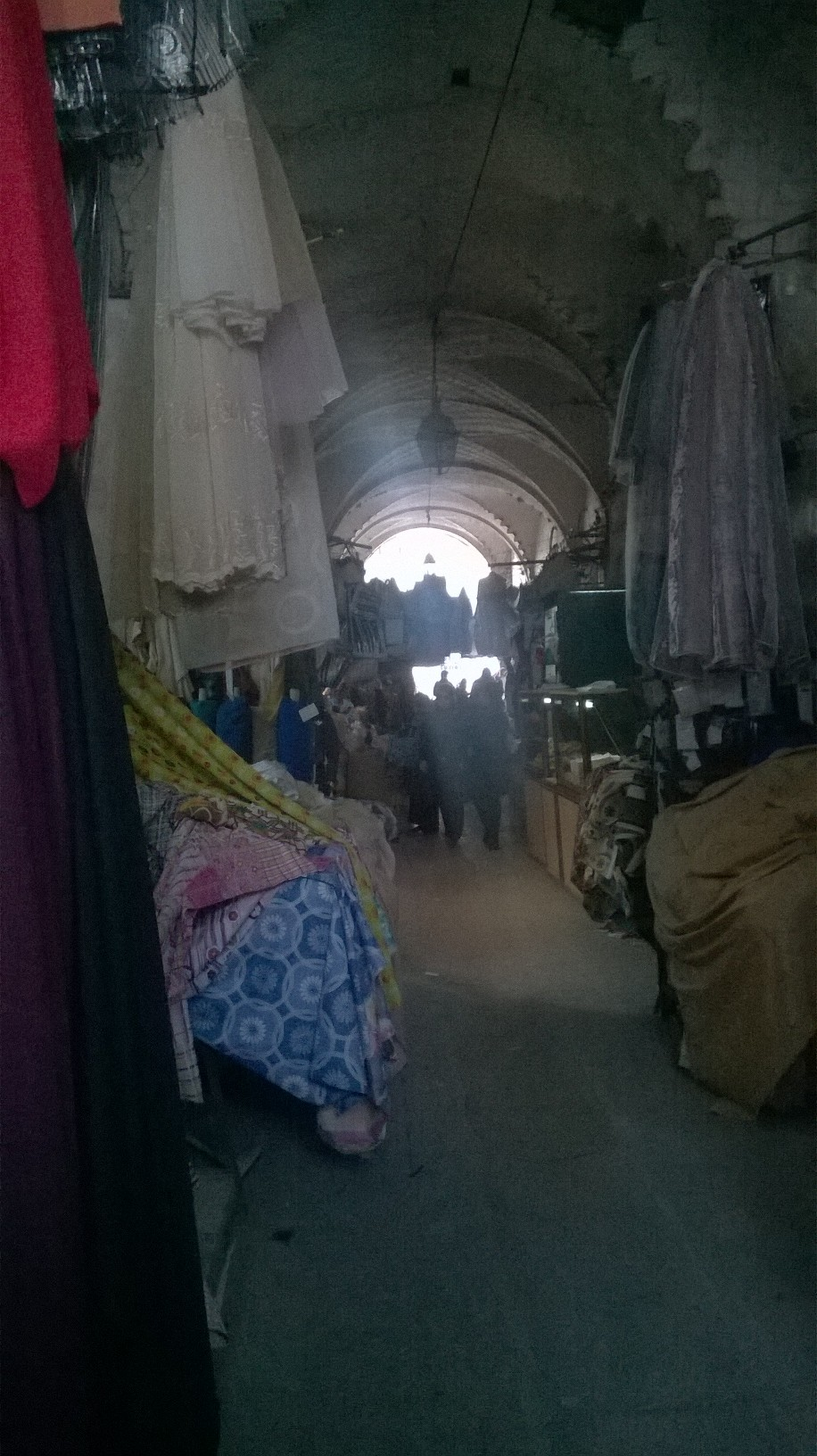
Souk Sidi Mahrez
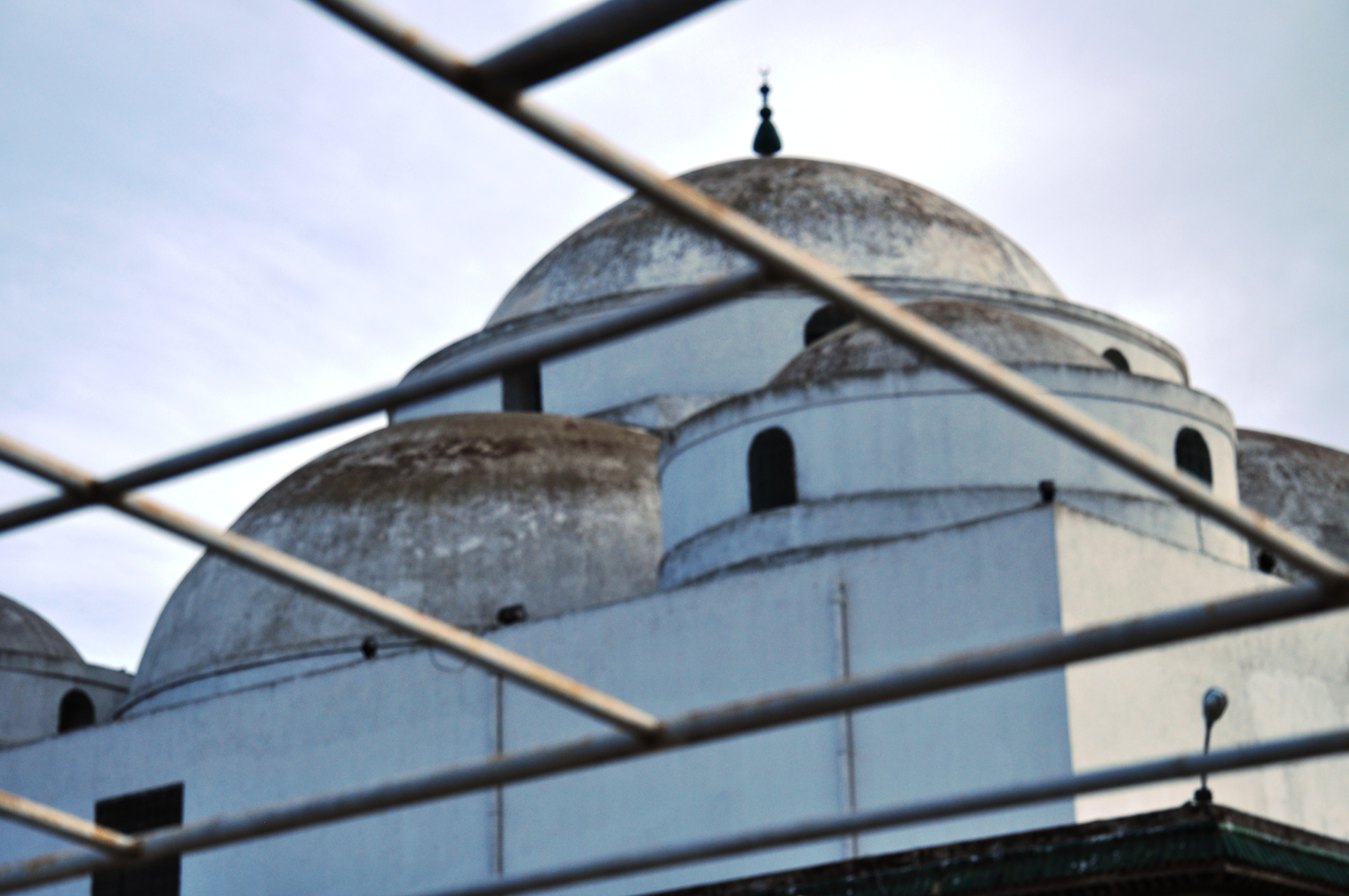
Dômes de la mosquée Sidi Mahrez dominant la place Bab Souika.
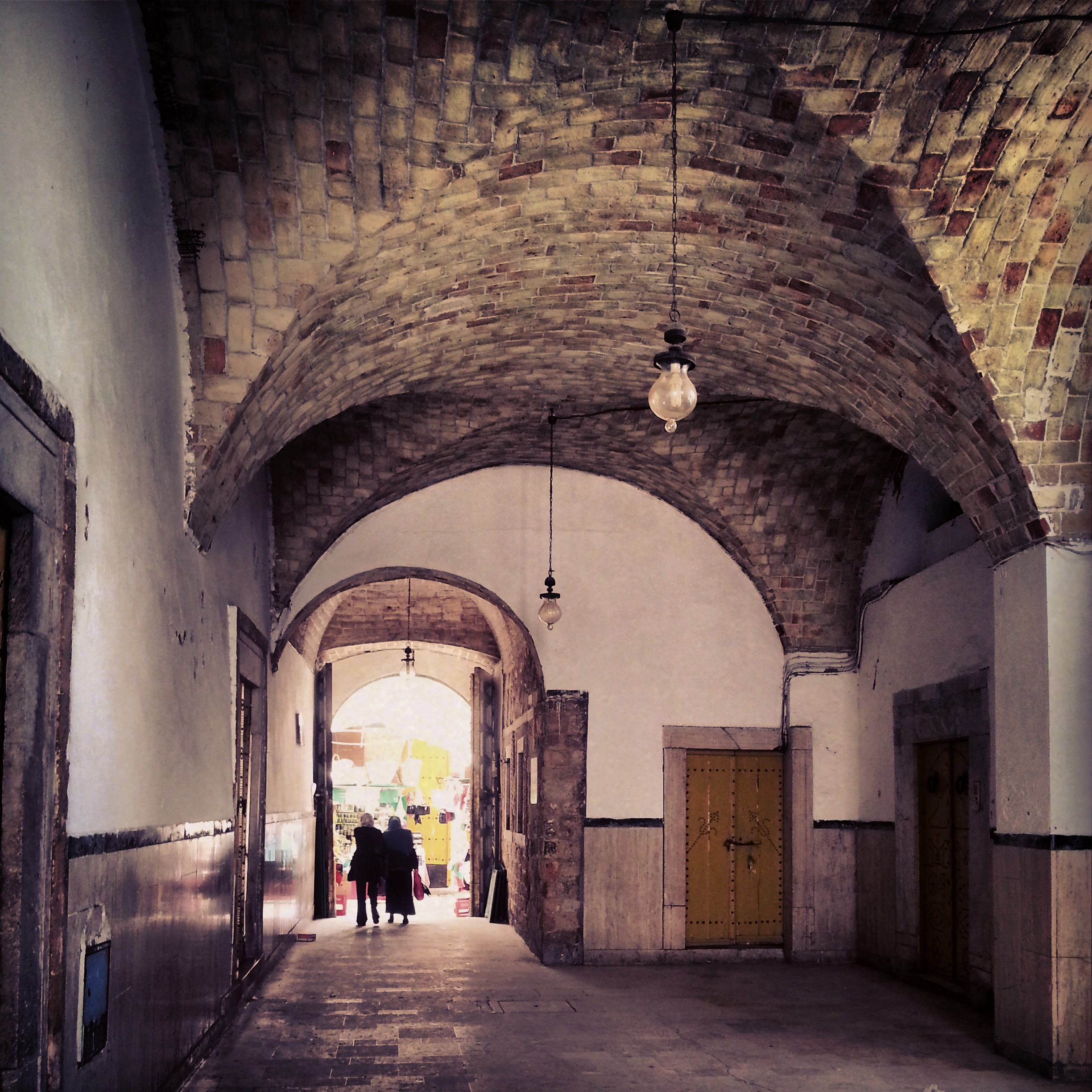
Passage menant à la zaouïa.
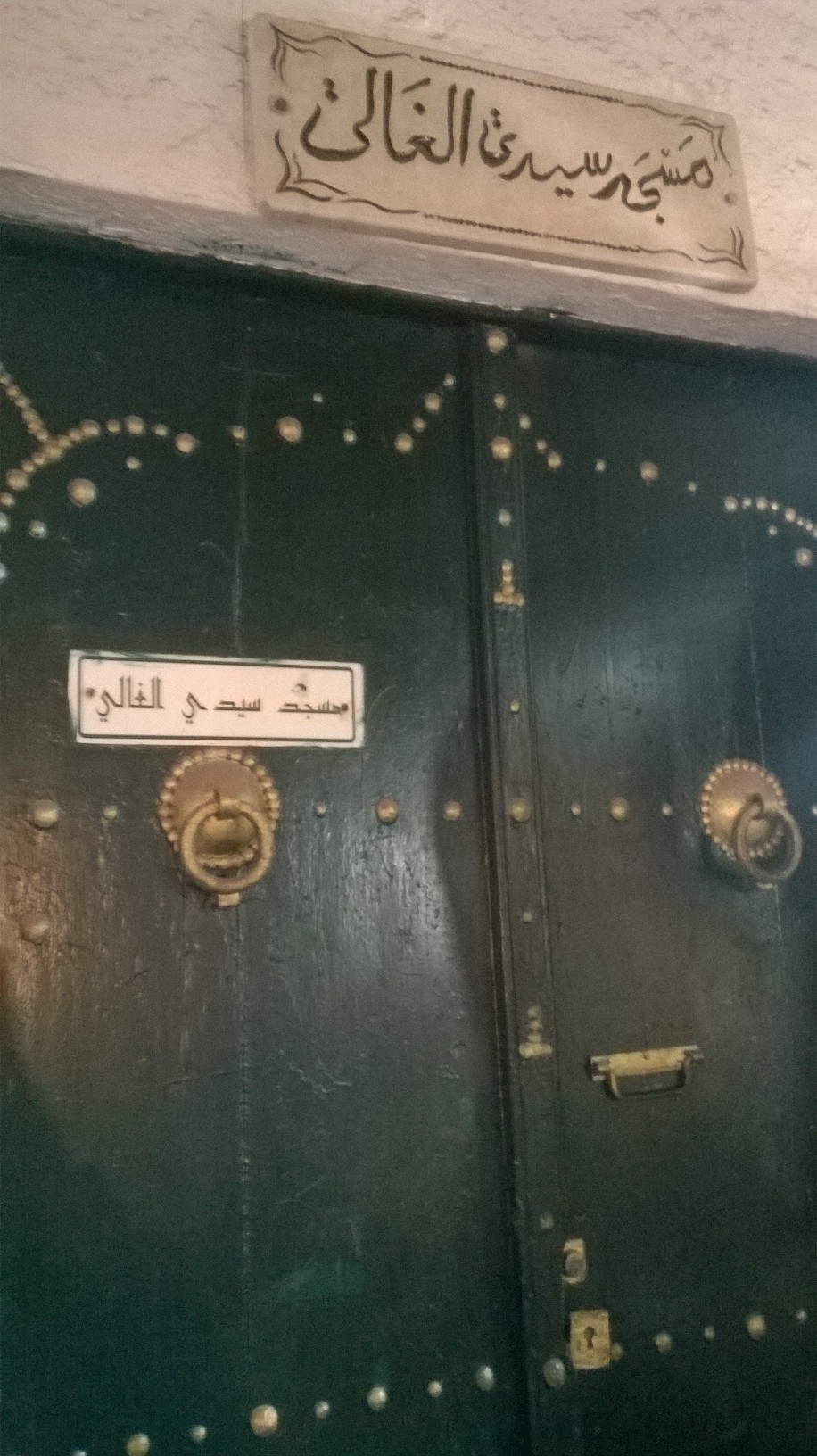
Porte de la mosquée Sidi El Ghali.